# Horace Smith

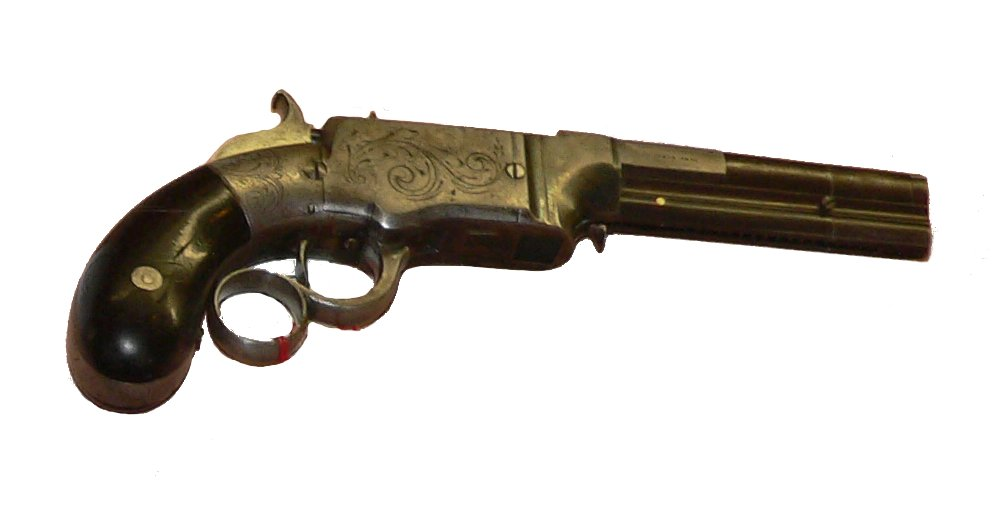
Pistolet produkcji firmy Smith & Wesson

Horace Smith (ur. 28 października 1808 w Cheshire w Massachusetts, zm. 15 stycznia 1893 w Springfield) – amerykański wynalazca i konstruktor broni strzeleckiej, współzałożyciel Smith & Wesson.
W 1852 podjął pracę w firmie Allen, Brown i Luther w Worcester, która specjalizowała się w produkcji broni. Tu poznał Daniela Wessona i Tylera Henry’ego. Wraz z Wessonem rozpoczął produkcję pistoletów powtarzalnych, pod nazwą Smith & Wesson, opatentowanych 14 lutego 1854 roku.
Wspólnie z Wessonem 8 sierpnia 1854 wynaleźli nowy nabój. W 1855 przystąpił wraz z Wessonem do spółki Volcanic Repeating Arms, która zbankrutowała w maju 1857 roku. Ogłoszenie bankructwa przedsiębiorstwa nie spowodowało przerwania działalności. Smith i Wesson założyli nową spółkę w Springfield. Zakupili oni budynki oraz niezbędne urządzenia do produkcji broni i zaczęli produkować małe 0,22-calowe rewolwery, ładowane nabojami z łuskami metalowymi. Broń ta odniosła duży sukces i była produkowana do 1869 roku.
W 1873 Smith przeszedł na emeryturę.